# Liste der Naturdenkmale im Landkreis Nienburg/Weser
Die Liste der Naturdenkmale im Landkreis Nienburg/Weser enthält die Naturdenkmale im Landkreis Nienburg/Weser in Niedersachsen.
Am 31. Dezember 2016 gab es im Verzeichnis des Landkreises Nienburg/Weser insgesamt 81 Naturdenkmale im Zuständigkeitsbereich der unteren Naturschutzbehörde.
2022 listete der Landkreis 89 Naturdenkmale auf.

## Nienburg/Weser
Im Gebiet der Stadt Nienburg sind diese Naturdenkmale verzeichnet.
| Bild            | Bezeichnung             | Ort, Lage                                  | Beschreibung        | Schutzzweck | Nummer    |
| --------------- | ----------------------- | ------------------------------------------ | ------------------- | ----------- | --------- |
| Fotos hochladen | 2 Findlinge             | Nienburg (52° 38′ 37″ N, 9° 12′ 15,8″ O)   |                     |             | ND-NI 12  |
| BW              | Eiche „Hindenburgeiche“ | Nienburg (52° 35′ 56,4″ N, 9° 12′ 21,6″ O) | im Nienburger Bruch |             | ND-NI 21  |
| Fotos hochladen | Findling „Hälleflinta“  | Nienburg (52° 38′ 38″ N, 9° 12′ 16″ O)     |                     |             | ND-NI 101 |
| Fotos hochladen | 3 Findlinge             | Nienburg (52° 38′ 36,7″ N, 9° 12′ 18,5″ O) |                     |             | ND-NI 105 |
| BW              | Findling                | Langendamm (52° 37′ 5,4″ N, 9° 15′ 50″ O)  |                     |             | ND-NI 109 |

## Rehburg-Loccum
Im Gebiet der Stadt Rehburg-Loccum sind diese  Naturdenkmale verzeichnet.
| Bild                          | Bezeichnung                | Ort, Lage                                      | Beschreibung | Schutzzweck | Nummer    |
| ----------------------------- | -------------------------- | ---------------------------------------------- | --- | ----------- | --------- |
| BW                            | Findling und Eiche         | Rehburg (52° 29′ 11,9″ N, 9° 11′ 23,2″ O)      | bis 2018 nur „Findling“ |             | ND-NI 13  |
| BW                            | Findling                   | Rehburg-Loccum (52° 30′ 28″ N, 9° 15′ 37,3″ O) | |             | ND-NI 14  |
| BW                            | Teichsumpf Winzlar         | Winzlar (52° 26′ 10,7″ N, 9° 15′ 20,5″ O)      | 0,65 ha |             | ND-NI 51  |
| BW                            | Granitfindling             | Rehburg (52° 30′ 30,1″ N, 9° 12′ 59,1″ O)      | |             | ND-NI 61  |
| BW                            | Granitgneisfindling        | Rehburg (52° 31′ 6,7″ N, 9° 12′ 21″ O)         | |             | ND-NI 63  |
| mehr Fotos \| Fotos hochladen | Saurierfährten Münchehagen | Rehburg-Loccum (52° 26′ 34,1″ N, 9° 12′ 4″ O)  | 1,5 ha |             | ND-NI 67  |
| BW                            | 4 Kopflinden               | Winzlar (52° 27′ 4,1″ N, 9° 14′ 11,8″ O)       | |             | ND-NI 87  |
| BW                            | Steinbruch                 | Winzlar (52° 26′ 10,7″ N, 9° 15′ 20,5″ O)      | |             | ND-NI 88  |
| BW                            | Kampeiche                  | Rehburg (52° 30′ 20,1″ N, 9° 14′ 17,6″ O)      | |             | ND-NI 89  |
| BW                            | Findling                   | Loccum (52° 27′ 14,9″ N, 9° 10′ 53,1″ O)       | ca. 2,40 m Durchmesser, aus hellrotem, hellgrau verwitterten, Smalandgranit. Bedeutung für Wissenschaft, Natur- und Heimatkunde. |             | ND-NI 91  |
| BW                            | Mammutbaum                 | Bad Rehburg (52° 26′ 26,3″ N, 9° 12′ 51,1″ O)  | Ein knapp 200 Jahre alter und zwei jüngere Mammutbäume auf dem Grundstück Bremer Straße 10. Bezeichnung bis 2021: 3 Mammutbäume  |             | ND-NI 102 |

## Steyerberg
Im Gebiet des Flecken Steyerberg sind diese Naturdenkmale verzeichnet.
| Bild | Bezeichnung                  | Ort, Lage                                  | Beschreibung | Schutzzweck | Nummer   |
| ---- | ---------------------------- | ------------------------------------------ | --- | ----------- | -------- |
| BW   | 19 Eichen, 4 Buchen, 1 Linde | Steyerberg (52° 33′ 52,6″ N, 9° 1′ 1,2″ O) | Markante, ortsbildprägende Baumreihe auf der Böschung der Großen Aue im Stadtgebiet. Bis 2015 „23 Eichen; 2 Linden; 7 Buchen; 9 Erlen; 4 Hainbuchen“; bis 2018 „20 Eichen, 4 Buchen, 1 Linde“. |             | ND-NI 39 |
| BW   | Eiche                        | Steyerberg (52° 34′ 12,5″ N, 9° 2′ 0,9″ O) | |             | ND-NI 83 |

## Samtgemeinde Grafschaft Hoya
Im Gebiet der Samtgemeinde Grafschaft Hoya sind diese Naturdenkmale verzeichnet. Ein weiteres wurde 2015 aus dem Verzeichnis gelöscht.
| Bild            | Bezeichnung                | Ort, Lage                                     | Beschreibung                                  | Schutzzweck | Nummer    |
| --------------- | -------------------------- | --------------------------------------------- | --------------------------------------------- | ----------- | --------- |
| BW              | Linde „Zwillingslinde“     | Eystrup (52° 46′ 43,1″ N, 9° 12′ 59,7″ O)     | 2015 aus dem Naturdenkmalverzeichnis gelöscht |             | ND-NI 41  |
| BW              | Linde „Kirchhofslinde“     | Hassel (52° 47′ 58,6″ N, 9° 12′ 15,5″ O)      |                                               |             | ND-NI 42  |
| BW              | 2 Eichen                   | Holtrup (52° 45′ 25″ N, 9° 9′ 33,5″ O)        |                                               |             | ND-NI 43  |
| Fotos hochladen | Eiche                      | Altenbücken (52° 47′ 27″ N, 9° 9′ 7,3″ O)     | Bis 2018 „2 Eichen“.                          |             | ND-NI 44  |
| BW              | Eiche                      | Altenbücken (52° 46′ 42,1″ N, 9° 8′ 49,9″ O)  |                                               |             | ND-NI 106 |
| BW              | „Saatkrähenkolonie Mahlen“ | Mahlen (52° 47′ 4,6″ N, 9° 12′ 9″ O)          | 3,2 ha                                        |             | ND-NI 62  |
| BW              | Eiche                      | Ubbendorf (52° 50′ 16,4″ N, 9° 8′ 50,8″ O)    |                                               |             | ND-NI 72  |
| BW              | Eiche                      | Duddenhausen (52° 47′ 17,4″ N, 9° 5′ 44,1″ O) |                                               |             | ND-NI 78  |
| BW              | Eiche                      | Windhorst (52° 43′ 44,7″ N, 9° 4′ 57,6″ O)    |                                               |             | ND-NI 79  |
| BW              | 3 Kopfeschen               | Eystrup (52° 46′ 40,8″ N, 9° 10′ 44,8″ O)     |                                               |             | ND-NI 80  |

## Samtgemeinde Heemsen
Im Gebiet der Samtgemeinde Heemsen sind diese Naturdenkmale verzeichnet.
| Bild | Bezeichnung        | Ort, Lage                                    | Beschreibung | Schutzzweck | Nummer   |
| ---- | ------------------ | -------------------------------------------- | --- | ----------- | -------- |
| BW   | Eiche              | Rohrsen (52° 42′ 31,8″ N, 9° 13′ 46,5″ O)    | |             | ND-NI 34 |
| BW   | Eiche              | Haßbergen (52° 43′ 56,4″ N, 9° 13′ 37,8″ O)  | |             | ND-NI 46 |
| BW   | Eiche              | Haßbergen (52° 43′ 44″ N, 9° 14′ 18,1″ O)    | |             | ND-NI 47 |
| BW   | Eiche              | Gadesbünden (52° 42′ 42,2″ N, 9° 16′ 8,2″ O) | |             | ND-NI 48 |
| BW   | Eiche              | Rohrsen (52° 43′ 20,4″ N, 9° 12′ 58,9″ O)    | |             | ND-NI 81 |
| BW   | Eiche              | Anderten (52° 44′ 16,4″ N, 9° 18′ 40″ O)     | Stieleiche, geschützt wegen Eigenart und Schönheit |             | ND-NI 92 |
| BW   | Eiche              | Anderten (52° 43′ 32″ N, 9° 18′ 32″ O)       | Stieleiche, geschützt wegen Eigenart und Schönheit, landschaftsbildprägend |             | ND-NI 93 |
| BW   | Eiche              | Anderten (52° 44′ 16,5″ N, 9° 20′ 1,9″ O)    | Stieleiche, geschützt wegen Eigenart und Schönheit, landschaftsbildprägend |             | ND-NI 94 |
| BW   | Eichenkratt        | Anderten (52° 44′ 7,2″ N, 9° 19′ 53,5″ O)    | |             | ND-NI 99 |
| BW   | Hainbuche          | Heemsen (52° 41′ 41,6″ N, 9° 17′ 8,9″ O)     | Eigenartig gewachsene Hainbuche im Sündern inmitten des Waldbestands 450 m östlich Brunsberg. Stamm auf den unteren drei Metern durch Wülste und Höhlungen besonders markant. |             | ND-NI 96 |
| BW   | mehrstämmige Esche | Rohrsen (52° 42′ 17,2″ N, 9° 14′ 3,7″ O)     | Große, an der Stammbasis 6-stämmige Esche im Wäldchen an der Weseraue ca. 150 m westlich der B215.                                                                            |             | ND-NI 98 |

## Samtgemeinde Mittelweser
Im Gebiet der Samtgemeinde Mittelweser sind diese Naturdenkmale verzeichnet.
| Bild                          | Bezeichnung                         | Ort, Lage                                        | Beschreibung | Schutzzweck | Nummer    |
| ----------------------------- | ----------------------------------- | ------------------------------------------------ | --- | ----------- | --------- |
| BW                            | 2 Buchen                            | Brokeloh (52° 32′ 56,1″ N, 9° 12′ 59,4″ O)       | |             | ND-NI 03  |
| BW                            | Findling                            | Brokeloh (52° 31′ 44″ N, 9° 12′ 56,5″ O)         | |             | ND-NI 16  |
| BW                            | Eiche                               | Brokeloh (52° 32′ 19,8″ N, 9° 13′ 40,1″ O)       | |             | ND-NI 112 |
| BW                            | Kastanie                            | Stolzenau (52° 30′ 38,3″ N, 9° 4′ 42,8″ O)       | ortsbildprägende, besonders schön gewachsene Kastanie. Bis 2015 „2 Kastanien“                                      |             | ND-NI 26  |
| BW                            | 2 Eiben                             | Stolzenau (52° 30′ 37,1″ N, 9° 4′ 44″ O)         | |             | ND-NI 27  |
| BW                            | Esche                               | Stolzenau (52° 30′ 38,5″ N, 9° 4′ 44,9″ O)       | |             | ND-NI 28  |
| BW                            | 10 Kastanien, 1 Blutbuche, 6 Linden | Nendorf (52° 30′ 4,3″ N, 8° 59′ 10″ O)           | Ortsbild prägend. Hohes Alter, Schönheit.                                                                          |             | ND-NI 30  |
| BW                            | Kastanie                            | Estorf (52° 35′ 22,6″ N, 9° 8′ 9,7″ O)           | |             | ND-NI 31  |
| BW                            | 2 Eichen                            | Estorf (52° 35′ 35,9″ N, 9° 8′ 9,6″ O)           | |             | ND-NI 33  |
| BW                            | Eiche „Frl. Öhmer“                  | Leese (52° 31′ 16,2″ N, 9° 7′ 56,9″ O)           | |             | ND-NI 36  |
| BW                            | 6 Eichen sog. „Thingplatz“          | Leese (52° 31′ 32,9″ N, 9° 9′ 15,8″ O)           | An einen geschlossenen Waldbestand stockende Baumgruppe. Bis 2015 „7 Eichen“                                       |             | ND-NI 37  |
| BW                            | 2 Eichen „Puls Eiche“               | Leese (52° 31′ 41,9″ N, 9° 9′ 56,3″ O)           | |             | ND-NI 38  |
| BW                            | Buche                               | Brokeloh (52° 32′ 19,7″ N, 9° 13′ 33,7″ O)       | Bis 2018 „2 Buchen“                                                                                                |             | ND-NI 57  |
| BW                            | Eiche                               | Diethe (52° 28′ 16″ N, 9° 0′ 51″ O)              | |             | ND-NI 58  |
| BW                            | Eiche                               | Müsleringen (52° 29′ 41,6″ N, 9° 0′ 47,9″ O)     | |             | ND-NI 66  |
| BW                            | 2 Findlinge                         | Husum (52° 33′ 17,1″ N, 9° 13′ 33,2″ O)          | |             | ND-NI 68  |
| mehr Fotos \| Fotos hochladen | 1 Findling                          | Brokeloh (52° 32′ 8,3″ N, 9° 13′ 19,2″ O)        | |             | ND-NI 70  |
| BW                            | 2 Eichen                            | Hibben (52° 30′ 9,3″ N, 9° 1′ 42,1″ O)           | |             | ND-NI 71  |
| BW                            | 1 Eiche                             | Schessinghausen (52° 35′ 34,1″ N, 9° 15′ 8,3″ O) | |             | ND-NI 75  |
| BW                            | Eiche                               | Nendorf (52° 29′ 40,6″ N, 8° 58′ 51,7″ O)        | Bis 2018 „Dicke Eiche“. Bei Sturm im September 2017 abgebrochen, Teilstamm als Fragment erhalten.                  |             | ND-NI 84  |
| BW                            | 1 Eiche                             | Müsleringen (52° 29′ 40,6″ N, 9° 2′ 27,2″ O)     | |             | ND-NI 85  |
| BW                            | Baumreihe                           | Diethe (52° 28′ 17,3″ N, 9° 0′ 47,9″ O)          | |             | ND-NI 86  |
| Fotos hochladen               | Findling „Weißer Stein“             | Husum (52° 33′ 36,2″ N, 9° 13′ 43,3″ O)          | Granit aus Schweden, mit Fremdgesteinseinschlüssen, 3,10 × 2 m. Bedeutung für Wissenschaft, Natur- und Heimatkunde |             | ND-NI 95  |

## Samtgemeinde Steimbke
Im Gebiet der Samtgemeinde Steimbke sind diese Naturdenkmale verzeichnet. Je ein weiteres wurde 2015 und 2021 aus dem Verzeichnis gelöscht.
| Bild            | Bezeichnung               | Ort, Lage                                               | Beschreibung | Schutzzweck | Nummer    |
| --------------- | ------------------------- | ------------------------------------------------------- | --- | ----------- | --------- |
| BW              | 1 Eiche                   | Linsburg (52° 35′ 40″ N, 9° 18′ 10,5″ O)                | |             | ND-NI 04  |
| BW              | 4 Findlinge               | Linsburg (52° 34′ 30″ N, 9° 20′ 38,4″ O)                | Großsteingrab Linsburg. Bis 2021 als "6 Findlinge" bezeichnet.                                                                              |             | ND-NI 18  |
| Fotos hochladen | Findling „Giebichenstein“ | Stöckse (52° 37′ 58,8″ N, 9° 18′ 54″ O)                 | |             | ND-NI 19  |
| BW              | Findlinge                 | Stöckse (52° 38′ 21,5″ N, 9° 16′ 53″ O)                 | |             | ND-NI 113 |
| BW              | 1 Eiche                   | Rodewald (52° 39′ 55,1″ N, 9° 26′ 49,4″ O)              | |             | ND-NI 45  |
| BW              | Buche                     | Steimbke (52° 38′ 24,6″ N, 9° 25′ 34,7″ O)              | mehrstämmig gewachsen. Schutz wegen Eigenart, Seltenheit. 2015 aus dem Naturdenkmalverzeichnis gelöscht                                     |             | ND-NI 54  |
| BW              | 1 Eiche                   | Linsburg (52° 35′ 52,6″ N, 9° 18′ 18,9″ O)              | |             | ND-NI 55  |
| BW              | Buche                     | Sonnenborstel (52° 40′ 2,9″ N, 9° 19′ 34,8″ O)          | Bis 2018 „2 Buchen“, 2021 gelöscht. |             | ND-NI 60  |
| BW              | 1 Buche                   | Wendenborstel (52° 38′ 10,2″ N, 9° 25′ 32,7″ O)         | |             | ND-NI 77  |
| BW              | Drillingsbuche            | Linsburg (52° 35′ 13,6″ N, 9° 20′ 19″ O)                | Gerade, astrein und hochgewachsene Drillingsbuche im Grinderwald am Waldrand am Eisenbahnerweg.                                             |             | ND-NI 97  |
| BW              | Findling                  | Linsburg/Stöckse (52° 37′ 49″ N, 9° 17′ 23″ O)          | Findling mit ca. 2,50 m Durchmesser. Rötlicher Granit, vermutlich aus Småland. Am Führser Mühlbach auf der Gemeindegrenze Linsburg/Stöckse. |             | ND-NI 100 |
| BW              | Weide                     | Holzhausen (Stolzenau) (52° 31′ 20,2″ N, 9° 3′ 30,2″ O) | |             | ND-NI 109 |

## Samtgemeinde Uchte
Im Gebiet der Samtgemeinde Uchte sind diese Naturdenkmale verzeichnet. Ein weiteres wurde 2015 aus dem Verzeichnis gelöscht.
| Bild                          | Bezeichnung                          | Ort, Lage                                                             | Beschreibung                                        | Schutzzweck | Nummer    |
| ----------------------------- | ------------------------------------ | --------------------------------------------------------------------- | --------------------------------------------------- | ----------- | --------- |
| BW                            | Dorflinde „Alte Dorflinde“           | Bohnhorst (52° 25′ 47,3″ N, 8° 48′ 38,7″ O)                           |                                                     |             | ND-NI 01  |
| BW                            | Dorflinde „Tillylinde“               | Warmsen (52° 27′ 23,4″ N, 8° 50′ 57,1″ O)                             | 2015 aus dem Naturdenkmalverzeichnis gelöscht       |             | ND-NI 02  |
| BW                            | 2 Ulmen                              | Sapelloh (52° 24′ 53,7″ N, 8° 52′ 3,4″ O)                             |                                                     |             | ND-NI 110 |
| BW                            | Eiche                                | Harrienstedt (52° 25′ 17,4″ N, 8° 55′ 14,2″ O)                        |                                                     |             | ND-NI 10  |
| BW                            | Findling                             | Diepenau (52° 24′ 52,3″ N, 8° 44′ 25,1″ O)                            |                                                     |             | ND-NI 17  |
| BW                            | Findling                             | Warmsen (52° 27′ 6,5″ N, 8° 50′ 40,2″ O)                              |                                                     |             | ND-NI 20  |
| BW                            | Sandgrube mit Umgebung               | Darlaten (52° 31′ 59,3″ N, 8° 49′ 54,8″ O)                            |                                                     |             | ND-NI 32  |
| BW                            | Eiche                                | Bohnhorst (52° 24′ 45,3″ N, 8° 47′ 39,2″ O)                           |                                                     |             | ND-NI 53  |
| BW                            | Findling                             | Warmsen Friedrich-Kopp-Straße 29 (52° 28′ 15,2″ N, 8° 48′ 35,2″ O)    |                                                     |             | ND-NI 64  |
| BW                            | Findling                             | Warmsen Friedrich-Kopp-Straße 17 (52° 27′ 41″ N, 8° 49′ 50,9″ O)      |                                                     |             | ND-NI 65  |
| mehr Fotos \| Fotos hochladen | Findling                             | Uchte Kreuzung Brinkstraße/Am Teich (52° 29′ 49,1″ N, 8° 54′ 36,9″ O) |                                                     |             | ND-NI 82  |
| BW                            | Findling „Alter Schwede aus dem Luk“ | Bohnhorst (52° 27′ 7,9″ N, 8° 49′ 30,7″ O)                            | Gneisgranit. 3 × 2,20 × 1,80 m. 11,7 Tonnen schwer. |             | ND-NI 90  |

## Samtgemeinde Weser-Aue
Im Gebiet der Samtgemeinde Weser-Aue sind diese Naturdenkmale verzeichnet. Ein weiteres wurde 2015 aus dem Verzeichnis gelöscht.
| Bild | Bezeichnung       | Ort, Lage                                   | Beschreibung                                  | Schutzzweck | Nummer    |
| ---- | ----------------- | ------------------------------------------- | --------------------------------------------- | ----------- | --------- |
| BW   | Ulme              | Holte (52° 40′ 33,1″ N, 9° 1′ 51,3″ O)      |                                               |             | ND-NI 06  |
| BW   | Linde „Dorflinde“ | Wietzen (52° 42′ 47,3″ N, 9° 5′ 15,4″ O)    | 2015 aus dem Naturdenkmalverzeichnis gelöscht |             | ND-NI 07  |
| BW   | 3 Eiben           | Binnen (52° 37′ 8,8″ N, 9° 8′ 10,3″ O)      |                                               |             | ND-NI 08  |
| BW   | Linde             | Binnen (52° 37′ 7,8″ N, 9° 8′ 6,8″ O)       |                                               |             | ND-NI 09  |
| BW   | Eiche             | Marklohe (52° 40′ 11,5″ N, 9° 9′ 25,7″ O)   |                                               |             | ND-NI 29  |
| BW   | Mammutbaum        | Marklohe (52° 40′ 12,7″ N, 9° 9′ 16″ O)     |                                               |             | ND-NI 59  |
| BW   | 1 Findling        | Binnen (52° 37′ 0″ N, 9° 8′ 38,1″ O)        |                                               |             | ND-NI 69  |
| BW   | Eiche             | Liebenau (52° 35′ 37″ N, 9° 4′ 48″ O)       |                                               |             | ND-NI 76  |
| BW   | 2 Erlen           | Pennigsehl (52° 39′ 29,5″ N, 9° 2′ 42,4″ O) |                                               |             | ND-NI 107 |